# フサリニンCオルニチンエステラーゼ
フサリニンCオルニチンエステラーゼ (fusarinine-C ornithinesterase) は、次の化学反応を触媒する酵素である。
N5-アシル-L-オルニチンエステル + H2O {\displaystyle \rightleftharpoons } N5-アシル-L-オルニチン + アルコール
したがって、この酵素の基質はN5-アシル-L-オルニチンエステルと水、生成物はN5-アシル-L-オルニチンとアルコールである。
この酵素は加水分解酵素に属し、特にカルボン酸エステルに作用する。系統名はN5-acyl-L-ornithine-ester hydrolaseである。別名にornithine esteraseと5-N-acyl-L-ornithine-ester hydrolaseがある。